# Burseryd
Burseryd är en tätort i Burseryds distrikt i Gislaveds kommun, kyrkby i Burseryds socken i Jönköpings län (Småland), belägen 10 km väster om Smålandsstenar och Nissastigen, riksväg 26.

## Historia
Burseryd har som kyrkby gamla anor och fick sin kraftigare utveckling efter järnvägens tillkomst. Mellan Landeryd och Falköping byggdes Västra Centralbanan. Den invigdes i sin helhet 1906 och Burseryd blev en av många stationer som byggdes. Större delen av banan är sedan länge nedlagd. Bandelen Landeryd-Smålands Burseryd stängdes 2016 efter att trafiken upphört 2014.

### Befolkningsutveckling
| Befolkningsutvecklingen i Burseryd 1960–2020 | Befolkningsutvecklingen i Burseryd 1960–2020 | Befolkningsutvecklingen i Burseryd 1960–2020 | Befolkningsutvecklingen i Burseryd 1960–2020 | Befolkningsutvecklingen i Burseryd 1960–2020 |
| -------------------------------------------- | -------------------------------------------- | -------------------------------------------- | -------------------------------------------- | -------------------------------------------- |
|                                              |                                              |                                              |                                              |                                              |
| År                                           |                                              |                                              | Folkmängd                                    | Areal (ha)                                   |
| 1960                                         | 1960                                         |                                              | 661                                          |                                              |
| 1965                                         | 1965                                         |                                              | 813                                          |                                              |
| 1970                                         | 1970                                         |                                              | 995                                          |                                              |
| 1975                                         | 1975                                         |                                              | 1 042                                        |                                              |
| 1980                                         | 1980                                         |                                              | 1 033                                        |                                              |
| 1990                                         | 1990                                         |                                              | 979                                          | 157                                          |
| 1995                                         | 1995                                         |                                              | 954                                          | 157                                          |
| 2000                                         | 2000                                         |                                              | 906                                          | 156                                          |
| 2005                                         | 2005                                         |                                              | 859                                          | 156                                          |
| 2010                                         | 2010                                         |                                              | 854                                          | 156                                          |
| 2015                                         | 2015                                         |                                              | 932                                          | 198                                          |
| 2018                                         | 2018                                         |                                              | 1 009                                        |                                              |
| 2020                                         | 2020                                         |                                              | 957                                          | 194                                          |
|                                              |                                              |                                              |                                              |                                              |

## Näringsliv
Den största industrin är Burseryd Bruk AB, som tillverkar bandstål, men även betydande träindustri förekommer.
Göteborgs handelsbank öppnade ett kontor i Burseryd år 1912. Denna bank och dess kontor i Burseryd övertogs år 1949 av Skandinaviska banken. Skandinaviska banken och SEB fortsatte ha kontor i Burseryd under resten av 1900-talet, men därefter drogs kontoret in. Södra Hestra sparbank köpte Föreningssparbankens kontor på orten år 2002 och finns alltjämt kvar i Burseryd.